# Lubień (województwo lubelskie)
Lubień – wieś w Polsce położona w województwie lubelskim, w powiecie włodawskim, w gminie Wyryki.
| SIMC    | Nazwa    | Rodzaj    |
| ------- | -------- | --------- |
| 1026303 | Batajsk  | część wsi |
| 1026384 | Skrobień | część wsi |

W latach 1954–1957 wieś należała i była siedzibą władz gromady Lubień, po jej zniesieniu w gromadzie Wyryki. W latach 1975–1998 miejscowość administracyjnie należała do województwa chełmskiego.
Wieś jest sołectwem w gminie Wyryki. Według Narodowego Spisu Powszechnego z roku 2011 wieś liczyła 234 mieszkańców.
Miejscowość jest siedzibą rzymskokatolickiej parafii św. Mikołaja.